# Escuela de Lucca

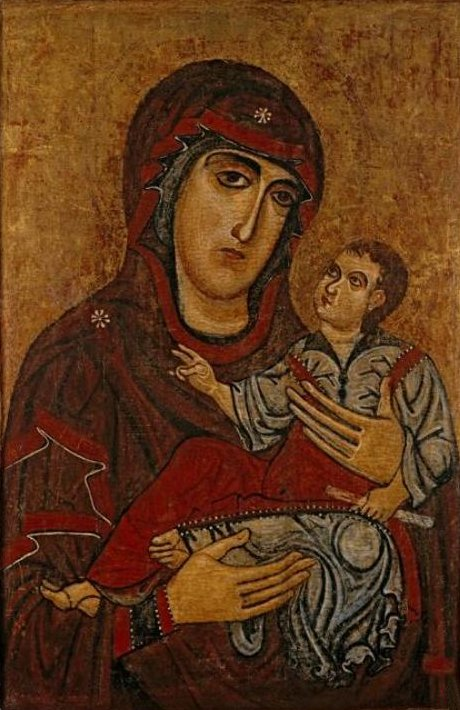
Madonna, temple y oro sobre madera, de autor anónimo de la escuela de Lucca, ca. 1200, El Paso Museum of Art.

Escuela de Lucca, luquesa, luquesa y pisana o de Lucca y Pisa, es el nombre con el que la historiografía designa a la producción pictórica de los maestros (la mayor parte de ellos anónimos) de la zona sur y oeste de la Toscana que floreció en los siglos XI y XII, periodo correspondiente a la pintura románica en Europa Occidental, pero que en Italia se relaciona también estrechamente con la pintura bizantina y con la continuidad de la pintura de la antigüedad clásica y paleocristiana.
Además de las ciudades de Lucca y Pisa hubo un importante centro en Volterra. Aunque carecía de la elegancia y delicadeza de la escuela florentina, las obras de la escuela luquesa destacan por su monumentalidad.